# Joannes Paulus Theodorus van Nunen
Johannes Paulus Theodorus van Nunen (Breda, 29 maart 1850 - Hillegersberg, 31 januari 1910) was een Nederlands politicus.
Van Nunen was een voormalig leraar in Nederlands-Indië die voor het district Zevenbergen katholiek Tweede Kamerlid was. Hij ondertekende voor de verkiezingen van 1891 met 13 andere conservatief-katholieke Tweede Kamerleden een manifest waarin onder meer stelling werd genomen tegen het verbond met de antirevolutionairen en werd gepleit voor lagere defensielasten. Verder werd aangedrongen op herstel van het gezantschap bij de paus. Hij keerde in 1893 terug naar Nederlands-Indië.